# Денисьево (Костромская область)
Денисьево — деревня в составе Дмитриевского сельского поселения Галичского района Костромской области России.

## История
Согласно Спискам населённых мест Российской империи в 1872 году деревня относилась к 2 стану Галичского уезда Костромской губернии. В ней числилось 8 дворов, проживало 24 мужчины и 16 женщины. В деревне имелась православная церковь.
Согласно переписи населения 1897 года в деревне проживало 45 человек (22 мужчины и 23 женщины).
Согласно Списку населённых мест Костромской губернии в 1907 году деревня относилось к Богчинской волости Галичского уезда Костромской губернии. По сведениям волостного правления за 1907 год в ней числилось 11 крестьянских дворов и 62 жителя. Основным занятием жителей деревни был малярный промысел.
До муниципальной реформы 2010 года деревня также входила в состав Дмитриевского сельского поселения.